# Haploa leucomelas
Haploa leucomelas är en fjärilsart som beskrevs av Herrich-Schäffer 1858. Haploa leucomelas ingår i släktet Haploa och familjen björnspinnare. Inga underarter finns listade i Catalogue of Life.